# Dactylactis benedeni
Dactylactis benedeni is een Cerianthariasoort uit de familie van de Arachnactidae. De wetenschappelijke naam van de soort is voor het eerst geldig gepubliceerd in 1904 door Gravier.